# یخ‌لرزه

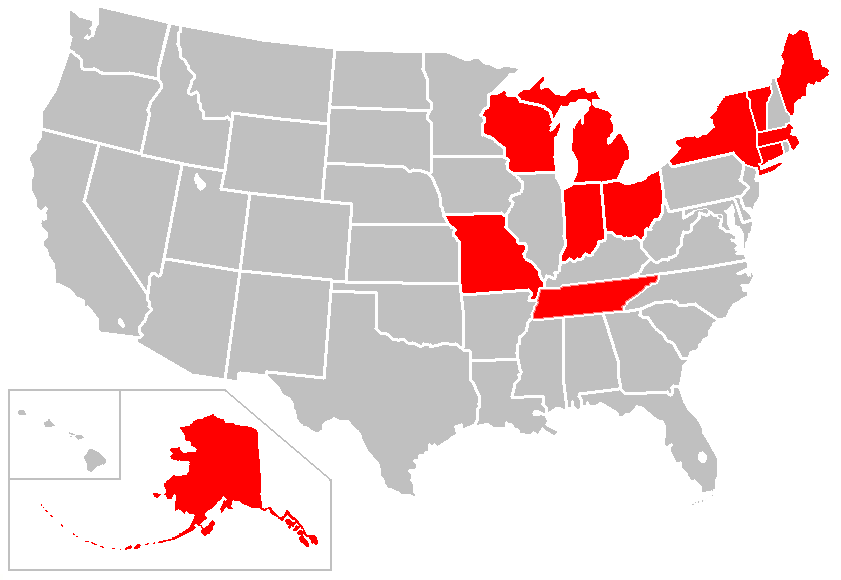
ایالات ایالات متحده با یخ‌لرزه‌های گزارش‌شده

یخ‌لرزه (به انگلیسی: Cryoseism)، زلزله یخی (ice quake) یا زمین‌لرزه یخبندان (frost quake)، یک رویداد لرزه‌ای است که در اثر یک عمل شکستگی ناگهانی در خاک یخ‌زده یا سنگ اشباع‌شده از آب یا یخ، یا در اثر تنش‌های ایجادشده در دریاچه‌های یخ‌زده به وجود می‌آید.